# Царукян, Гагик Коляевич
Гаги́к Коляевич Царукян (арм. Գագիկ Կոլյայի Ծառուկյան) родился 25 ноября 1956 г. в селе Ариндж
 — крупный предприниматель и политический деятель Армении. Основатель партии «Процветающая Армения», депутат Национального Собрания РА с 2003 года, президент Национального олимпийского комитета Армении с 2004 года.
В 2003 году был избран депутатом Национального собрания. 30 апреля 2004 года был избран и до сих пор является лидером партии «Процветающая Армения». В июне 2020 году был лишён депутатской неприкосновенности.

## Биография
Гагик родился в семье Коли и Розы Царукянов. Отец семьи, Коля Царукян, по профессии электрик, в настоящее время занимается общественной деятельностью. Мать Гагика, Роза Царукян, по профессии бухгалтер, является президентом общества с ограниченной ответственностью «Мульти Агро», в то же время является почётным президентом Совета женщин партии «Процветающая Армения».
Окончил среднюю школу в селе Ариндж, в которой познакомился с будущей женой Джаваир. В 1989 году окончил Армянский государственный университет физической культуры, занимался боксом, борьбой и армрестлингом. Преподаватель физической культуры и спорта - тренер по борьбе.

### Предпринимательская деятельность
С 1980-х годов начал заниматься предпринимательской деятельностью. C 1992 года занимал должность исполнительного директора компании «Армения», тогда же создал предприятие по производству молочных продуктов в посёлке Ариндж Абовянского района (ныне Котайский район). В 1995 году основал и возглавил многопрофильный концерн «Multi Group», в который входят:
- ОАО «Ереванская химико-фармацевтическая фирма», основана в 1967 году, входит в состав Multi Group с 1995 года, город Ереван.
- ЗАО «Авиа Сервис» (туристические услуги), основан в 1995 году, входит в состав Multi Group с 1997 года, город Ереван.
- ЗАО «Евромоторс» (импортёр BMW в Армении), основан в 1998 году.
- ООО Техналюмин (производитель мебели), основан в 1998 году, город Абовян.
- Ереванский коньячно-винно-водочный комбинат «Арарат», производящий товары под маркой «НОЙ», ОАО, основан в 1877 году, входит в состав Multi Group с 2002 года, город Ереван.
- ЗАО «Арарат Цемент», основан в 1927 году, входит в состав Multi Group с 2002 года, город Арарат[9].
- Комбинат по промышленной переработке камня «Мулти Стоун»[10] основан в 2002 году, город Абовян.
- ООО «Мульти Газ» (поставщик сжатого природного газа по всей Армении), основан в 2002 году.
- ООО «Мульти Леон» (поставщик сжиженного сжатого природного газа по всей Армении), основан в 2000 году, входит в состав Multi Group с 2003 года.
- Научно-производственный центр пчеловодства "Мульти Агро", основан в 2003 году, посёлок Ариндж.
- Гостиничный комплекс «Мульти Рест Хаус»[11], открытый в 2007 году, город Цахкадзор.
- ЗАО «Магас Инвест» (официальный представитель Hyundai в Армении) открылся в 2006 году.
- ЗАО "Мульти Сити Хаус", основан в 2007 году, город Ереван[12].
- ЗАО «Глобал Моторс» (официальный представитель Lada в Армении) основан в 2008 году.
- ООО «Мульти Моторс» (официальный представитель Opel и ГАЗ в Армении), основан в 2008 году.
- ЗАО «Торговый Дом Шустов» (розничная торговля алкогольными напитками), основан в 2008 году, город Ереван.
- Bellezza LLC (импортер одежды), основан в 2008 году, город Ереван.
- "АР-БЕ" армяно-белорусский торговый дом ООО, основан в 2010 году, город Ереван.
- ООО «Котайкский пивоваренный завод», основан в 1974 году, входит в состав Multi Group с 2011 года, город Абовян.
- ООО «Онира Клуб» (развлекательный комплекс и казино «Фараон»), открыт в 2013 году, на шоссе Ереван-Абовян.
- ООО «Олимпаван» (центр олимпийской подготовки), открыт в 2013 году, город  Ереван.
- Мульти Гранд Отель, открыт в 2014 году, на шоссе Ереван-Абовян.
- ООО "Фирма Нью" (торговый центр "Ариндж Молл"), открыт в 2015 году, посёлок Ариндж.
- Спортивный комплекс Multi Wellness Center, открытый в 2016 году, город Ереван.
- Сеть мебельных салонов «Мек»
- Multi Group также является владельцем компании «Горна Баня Уоттинг Компани», базирующейся в Софии, Болгария, компания основана в 1997 году, занимается производством минеральной воды.

### Политическая и партийная деятельность
Политической деятельностью занимается с 2000 года. В 2003 году был избран депутатом Национального собрания Республики Армения от 42-го избирательного округа и по настоящее время является депутатом парламента. В Национальном собрании Армении третьего созыва был представлен как независимый депутат. В 2003—2007 гг. входил в Постоянную комиссию НС Армении по обороне, национальной безопасности и внутренним делам.
В 2004 году основал партию «Процветающая Армения»; был избран её лидером партии на учредительном съезде, состоявшемся 30 апреля 2004 года и с тех пор является её бессменным председателем. На парламентских выборах 2007 года партия «Процветающая Армения» набрала свыше 202 тыс. голосов, получив 25 мандатов. На конец 2009 года парламентская фракция партии насчитывала 27 депутатов.
22 апреля 2011 года указом президента Армении был включён в состав Совета национальной безопасности РА.
6 мая 2012 года на четвёртых выборах в Национальное Собрание депутат был избран от 28-го избирательного округа.
5 марта 2015 года подал в отставку с поста партии и главы парламентской фракции «Процветающая Армения» и ушёл из политики. Но уже в 2016 году возвращается к активной политике.
На парламентских выборах 2017 возглавил блок «Царукян», в состав которого вошли партии «Процветающая Армения», «Альянс» и «Миссия», представители Армянского общенационального движения (АОД) и партии «Айазн».
9 декабря 2018 года на досрочных выборах в 7-й созыв Национального Собрания был избран депутатом по общегосударственному избирательному списку партии «Процветающая Армения».

### Президент Национального олимпийского комитета Армении
В 2004 году Гагик Царукян был избран президентом Национального олимпийского комитета Армении (НОКА). Делегация армянских спортсменов во главе с президентом Национального олимпийского комитета Армении Гагиком Царукяном продемонстрировала беспрецедентные результаты на Олимпийских играх 2008 года в Пекине, вернувшись с шестью бронзовыми медалями.
4 декабря 2008 года Генеральная Ассамблея Национального олимпийского комитета Армении переизбрала Гагика Царукяна президентом Национального олимпийского комитета.
11 марта 2013 года Генеральная Ассамблея Национального олимпийского комитета Армении (НОКА) переизбрала Гагика Царукяна президентом Национального олимпийского комитета Армении.
21 октября 2016 года Генеральная Ассамблея Национального Олимпийского Комитета Армении (НОК) переизбрала Гагика Царукяна президентом НОКА.

## Уголовные дела
1 октября 1979 года Судебной коллегией по уголовным делам Верховного Суда Армянской ССР под председательством судьи А. Саргсяна Царукян был признан виновным в совершении преступлений, предусмотренных частью 2 статьи 112 прим., частью 2 статьи 144 Уголовного кодекса Армянской ССР, а именно изнасилование, совершённое группой лиц, и грабёж, совершённый по предварительному сговору группой лиц, соединённый с насилием не опасным для жизни и здоровья  потерпевшего, и в совокупности приговорён к 7 годам лишения свободы с отбыванием наказания в исправительно-трудовой колонии общего режима.
13 июня 2020 года Служба национальной безопасности Республики Армения опубликовала заявление о возбуждении уголовных дел против бизнесов Гагика Царукяна. Уголовные дела касаются незаконной предпринимательской деятельности, разоблачения схем взяток в период выборных процессов в Армении; выявления преступной схемы по компании «Нью». 16 июня Национальное Собрание Армении одобрило 2 ходатайства, представленных генпрокурором Армении относительно лишения Царукяна депутатской неприкосновенности и свободы.

## Семья
Гагик и Джавахир имеют шестерых детей: Роза, Гаяне, Эмма, Анаит, Нвер и Ованес Царукян.

## Награды
- Орден «Св. Григора Лусаворича» за деятельность, направленную на строительство церквей (2002 год)[27],
- Медаль Мовсеса Хоренаци (2003 год) — за вклад в развитие спорта в Армении[28],
- Орден «Дмитрия Донского I степени» (2007 год)[29] за заслуги в деле укрепления дружбы российского и армянского народов,
- Медаль «За заслуги перед Отечеством» I степени (19 сентября 2008 года) — в связи с 17-й годовщиной независимости Армении, за весомый вклад в дело развития физической культуры и спорта[30][31]
- Золотая медаль Европейской федерации по дзюдо (2009 год)[32]
- Отличие «Именное огнестрельное оружие» (27 сентября 2010 года, Украина)[33]
- Орден Чести Украинской православной церкви (2010 год)[34]
- Российский императорский орден Святой Анны II степени (23 декабря 2011 года)
- Орден Дружбы народов (4 сентября 2013 года, Белоруссия) — за большой личный вклад в развитие торгово-экономических и политических связей между Республикой Беларусь и Республикой Армения[35]
- Командор ордена Звезды Италии (2014 год, Италия)
- Орден «За заслуги перед Отечеством» II степени (24 сентября 2015 года) — за активную поддержку в организации и проведении мероприятий, посвящённых 100-летию Геноцида армян[36]
- Орден «Месроп Маштоц» (2016 год, Нагорно-Карабахская Республика)[37]
- Орден Почёта (7 сентября 2016 года) — за большой вклад в развитие физической культуры и спорта, значительную поддержку спортивной сферы Армении[38]
- Почётный гражданин Гюмри (2016 год)